# Serie A (1938/1939)
Serie A 1938/1939 – 39. edycja najwyższej w hierarchii klasy mistrzostw Włoch w piłce nożnej, organizowanych przez Direttorio Divisioni Superiori, które odbyły się od 18 września 1938 do 28 maja 1939. Mistrzem został Bologna, zdobywając swój piąty tytuł.

## Organizacja
Liczba uczestników pozostała bez zmian (16 drużyn). Modena i Novara awansowali z Serie B. Rozgrywki składały się z meczów, które odbyły się systemem kołowym u siebie i na wyjeździe, w sumie 34 rundy: 2 punkty przyznano za zwycięstwo i po jednym punkcie w przypadku remisu, z możliwą dogrywką, rozstrzygać sytuacje ex aequo w końcowej klasyfikacji. Zwycięzca rozgrywek ligowych otrzymywał tytuł mistrza Włoch. Dwie ostatnie drużyny spadało do Serie B.

## Drużyny

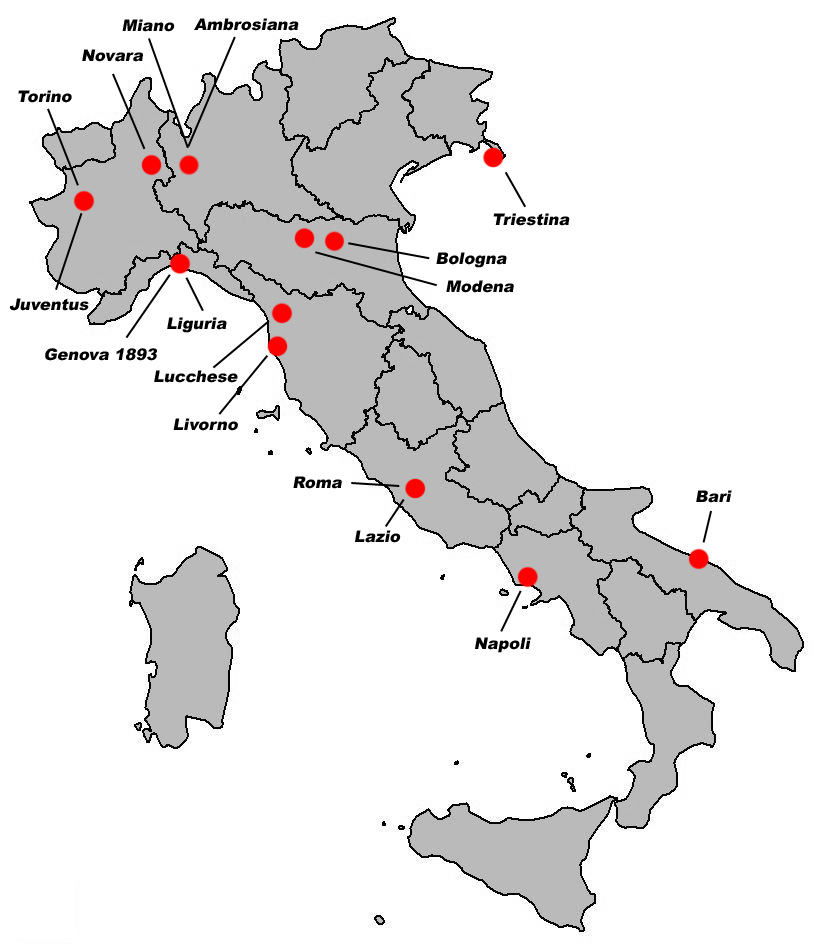
Lokalizacja klubów grających w Serie A

| Uczestnicy poprzedniej edycji                                                                                 | Uczestnicy poprzedniej edycji | Uczestnicy poprzedniej edycji | Uczestnicy poprzedniej edycji |
| --- | ----------------------------- | ----------------------------- | ----------------------------- |
| AMB | Ambrosiana-Inter              | 1                             |                               |
| BAR | Bari                          | 13                            |                               |
| BOL | Bologna                       | 5                             |                               |
| GEN | Genova 1893                   | 3                             |                               |
| JUV | Juventus                      | 2                             |                               |
| LAZ | Lazio                         | 8                             |                               |
| LIG | Liguria                       | 11                            |                               |
| MIL | Milano                        | 11                            |                               |
| LIV | Livorno                       | 14                            |                               |
| LUC | Lucchese                      | 3                             |                               |
| NAP | Napoli                        | 10                            |                               |
| ROM | Roma                          | 6                             |                               |
| TOR | Torino                        | 8                             |                               |
| TRI | Triestina                     | 6                             |                               |
| Awans z Serie B 1937/1938                                                                                     |                               |                               |                               |
| MOD | Modena                        | 1                             |                               |
| NOV | Novara                        | 1                             |                               |
| Oznaczenia: - kolumna pierwsza – skróty nazw drużyn, - kolumna trzecia – miejsce zajęte w poprzednim sezonie. |                               |                               |                               |

## Tabela
| Poz | Klub             | M  | Z  | R  | P  | GZ | GS | +/- | Pkt | Uwagi       |
| --- | ---------------- | -- | -- | -- | -- | -- | -- | --- | --- | ----------- |
| 1.  | Bologna          | 30 | 16 | 10 | 4  | 53 | 31 | +22 | 42  | Mistrzostwo |
| 2.  | Torino           | 30 | 14 | 10 | 6  | 45 | 34 | +11 | 38  |             |
| 3.  | Ambrosiana-Inter | 30 | 14 | 9  | 7  | 55 | 37 | +18 | 37  |             |
| 4.  | Genova 1893      | 30 | 14 | 7  | 9  | 53 | 30 | +23 | 35  |             |
| 5.  | Roma             | 30 | 14 | 3  | 13 | 39 | 35 | +4  | 31  |             |
| 5.  | Liguria          | 30 | 12 | 7  | 11 | 35 | 34 | +1  | 31  |             |
| 5.  | Napoli           | 30 | 10 | 11 | 9  | 30 | 35 | -5  | 31  |             |
| 8.  | Juventus         | 30 | 8  | 13 | 9  | 28 | 34 | -6  | 29  |             |
| 9.  | Milano           | 30 | 10 | 8  | 12 | 36 | 34 | +2  | 28  |             |
| 9.  | Lazio            | 30 | 11 | 6  | 13 | 33 | 40 | -7  | 28  |             |
| 11. | Bari             | 30 | 9  | 9  | 12 | 33 | 46 | -13 | 27  |             |
| 12. | Novara           | 30 | 9  | 8  | 13 | 27 | 32 | -5  | 26  |             |
| 13. | Modena           | 30 | 8  | 9  | 13 | 32 | 40 | -8  | 25  |             |
| 14. | Triestina        | 30 | 7  | 10 | 13 | 23 | 28 | -5  | 24  |             |
| 14. | Livorno          | 30 | 9  | 6  | 15 | 40 | 49 | -9  | 24  | Spadek      |
| 14. | Lucchese         | 30 | 7  | 10 | 13 | 31 | 54 | -23 | 24  | Spadek      |

## Wyniki
| Gospodarz \ Gość | AMB | BAR | BOL | GEN | JUV | LAZ | LIG | LIV | LUC | MIL | MOD | NAP | NOV | ROM | TOR | TRI |
| Ambrosiana-Inter |     | 5:3 | 2:0 | 1:0 | 5:0 | 1:1 | 5:2 | 3:1 | 7:1 | 1:0 | 4:2 | 1:2 | 3:1 | 0:0 | 1:1 | 0:0 |
| Bari             | 1:1 |     | 2:2 | 0:0 | 1:1 | 2:1 | 2:1 | 2:0 | 1:1 | 2:1 | 1:0 | 1:1 | 1:0 | 3:1 | 0:0 | 0:0 |
| Bologna          | 1:1 | 4:3 |     | 3:0 | 1:0 | 2:0 | 1:1 | 1:1 | 2:2 | 2:1 | 1:1 | 4:0 | 3:0 | 1:0 | 0:3 | 2:0 |
| Genova 1893      | 3:0 | 8:0 | 2:3 |     | 3:2 | 2:1 | 0:1 | 0:1 | 4:1 | 2:0 | 5:1 | 3:1 | 3:1 | 2:0 | 6:1 | 0:0 |
| Juventus         | 0:0 | 3:0 | 1:0 | 1:1 |     | 1:0 | 2:1 | 2:1 | 1:1 | 2:2 | 1:1 | 1:0 | 1:0 | 0:0 | 1:1 | 2:1 |
| Lazio            | 1:2 | 1:0 | 1:2 | 2:1 | 1:1 |     | 1:0 | 2:1 | 5:0 | 2:2 | 2:1 | 0:0 | 1:0 | 1:3 | 1:1 | 1:0 |
| Liguria          | 1:0 | 1:0 | 1:2 | 1:0 | 1:1 | 0:1 |     | 3:3 | 1:1 | 0:1 | 1:0 | 2:0 | 3:1 | 3:2 | 2:1 | 2:2 |
| Livorno          | 2:2 | 3:0 | 3:1 | 2:2 | 1:0 | 2:3 | 0:1 |     | 1:0 | 0:2 | 1:0 | 2:0 | 0:2 | 3:1 | 1:1 | 1:0 |
| Lucchese         | 1:1 | 0:0 | 1:1 | 0:1 | 1:0 | 2:1 | 3:1 | 2:1 |     | 1:2 | 3:1 | 2:2 | 0:1 | 1:4 | 1:1 | 1:0 |
| Milano           | 3:1 | 3:1 | 0:1 | 1:2 | 0:0 | 3:0 | 0:0 | 2:2 | 1:0 |     | 2:0 | 0:0 | 2:1 | 0:1 | 0:0 | 2:4 |
| Modena           | 1:1 | 0:2 | 1:1 | 0:0 | 2:0 | 4:0 | 2:3 | 3:2 | 0:1 | 2:2 |     | 2:1 | 1:1 | 2:0 | 0:1 | 1:0 |
| Napoli           | 1:0 | 1:1 | 1:6 | 2:0 | 4:1 | 0:0 | 0:0 | 3:1 | 3:1 | 1:0 | 0:1 |     | 2:1 | 1:0 | 0:0 | 2:0 |
| Novara           | 0:1 | 2:0 | 1:3 | 0:0 | 0:0 | 2:0 | 1:0 | 2:1 | 1:1 | 2:1 | 0:0 | 0:0 |     | 5:0 | 0:1 | 1:0 |
| Roma             | 2:3 | 2:0 | 0:1 | 3:1 | 1:0 | 0:2 | 1:0 | 4:1 | 3:0 | 1:0 | 0:1 | 2:2 | 3:0 |     | 2:0 | 1:2 |
| Torino           | 2:1 | 2:1 | 1:1 | 0:1 | 3:2 | 3:1 | 1:0 | 3:2 | 5:1 | 3:2 | 4:2 | 3:0 | 1:1 | 0:1 |     | 1:0 |
| Triestina        | 1:2 | 1:0 | 1:1 | 1:1 | 1:1 | 2:0 | 0:2 | 2:0 | 2:1 | 0:1 | 0:0 | 0:0 | 0:0 | 0:1 | 3:1 |     |

Źródło: Almanacco Illustrato del Calcio - La Storia 1898-2004, Panini Edizioni, Modena, September 2005 (wł.)
Objaśnienia:
1Drużyna gospodarzy jest wymieniona po lewej stronie tabeli.
Kolory: zielony – zwycięstwo gospodarzy, żółty – remis, różowy – zwycięstwo gości.

## Najlepsi strzelcy
| Bramki | Strzelcy           | Drużyna     |
| ------ | ------------------ | ----------- |
| 19 (1) | Aldo Boffi         | Milano      |
| 19     | Ettore Puricelli   | Bologna     |
| 14     | Alfredo Lazzaretti | Genova 1893 |
| 13 (1) | Danilo Michelini   | Roma        |

## Skład mistrzów
| Zwycięzca Serie A 1938/39 |
| ------------------------- |
| Bologna 5 Tytuł           |

| formacja                                                                                           | Piłkarz (liczba meczów) |
| -------------------------------------------------------------------------------------------------- | --- |
| Ceresoli Mario Pagotto Ricci Montesanto Andreolo Corsi Biavati Sansone Puricelli Fedullo Reguzzoni | Carlo Ceresoli (19) |
| Ceresoli Mario Pagotto Ricci Montesanto Andreolo Corsi Biavati Sansone Puricelli Fedullo Reguzzoni | Mario Pagotto (30) |
| Ceresoli Mario Pagotto Ricci Montesanto Andreolo Corsi Biavati Sansone Puricelli Fedullo Reguzzoni | Secondo Ricci (21) |
| Ceresoli Mario Pagotto Ricci Montesanto Andreolo Corsi Biavati Sansone Puricelli Fedullo Reguzzoni | Mario Montesanto (17) |
| Ceresoli Mario Pagotto Ricci Montesanto Andreolo Corsi Biavati Sansone Puricelli Fedullo Reguzzoni | Michele Andreolo (30) |
| Ceresoli Mario Pagotto Ricci Montesanto Andreolo Corsi Biavati Sansone Puricelli Fedullo Reguzzoni | Giordano Corsi (19) |
| Ceresoli Mario Pagotto Ricci Montesanto Andreolo Corsi Biavati Sansone Puricelli Fedullo Reguzzoni | Amedeo Biavati (29) |
| Ceresoli Mario Pagotto Ricci Montesanto Andreolo Corsi Biavati Sansone Puricelli Fedullo Reguzzoni | Raffaele Sansone (27) |
| Ceresoli Mario Pagotto Ricci Montesanto Andreolo Corsi Biavati Sansone Puricelli Fedullo Reguzzoni | Héctor Puricelli (28) |
| Ceresoli Mario Pagotto Ricci Montesanto Andreolo Corsi Biavati Sansone Puricelli Fedullo Reguzzoni | Francisco Fedullo (23) |
| Ceresoli Mario Pagotto Ricci Montesanto Andreolo Corsi Biavati Sansone Puricelli Fedullo Reguzzoni | Carlo Reguzzoni (30) |
| Ceresoli Mario Pagotto Ricci Montesanto Andreolo Corsi Biavati Sansone Puricelli Fedullo Reguzzoni | Pozostałe piłkarze: Pietro Ferrari (11), Dino Fiorini (7), Aldo Tugnoli (1), Bruno Maini (17), Aurelio Marchese (18), Piero Andreoli (2), Alcide Ivan Violi (1). |